# ペンダント

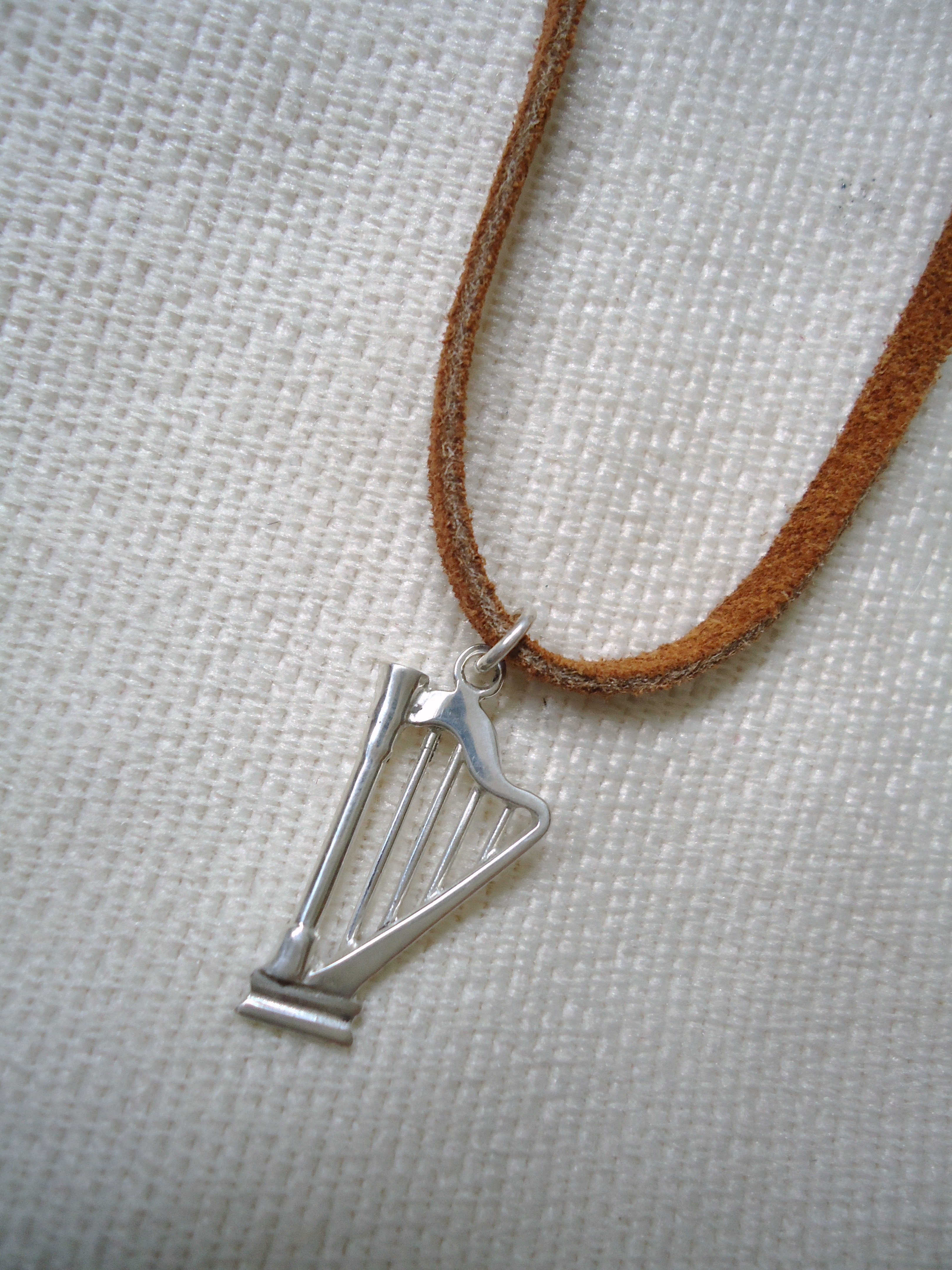
装身具のペンダント

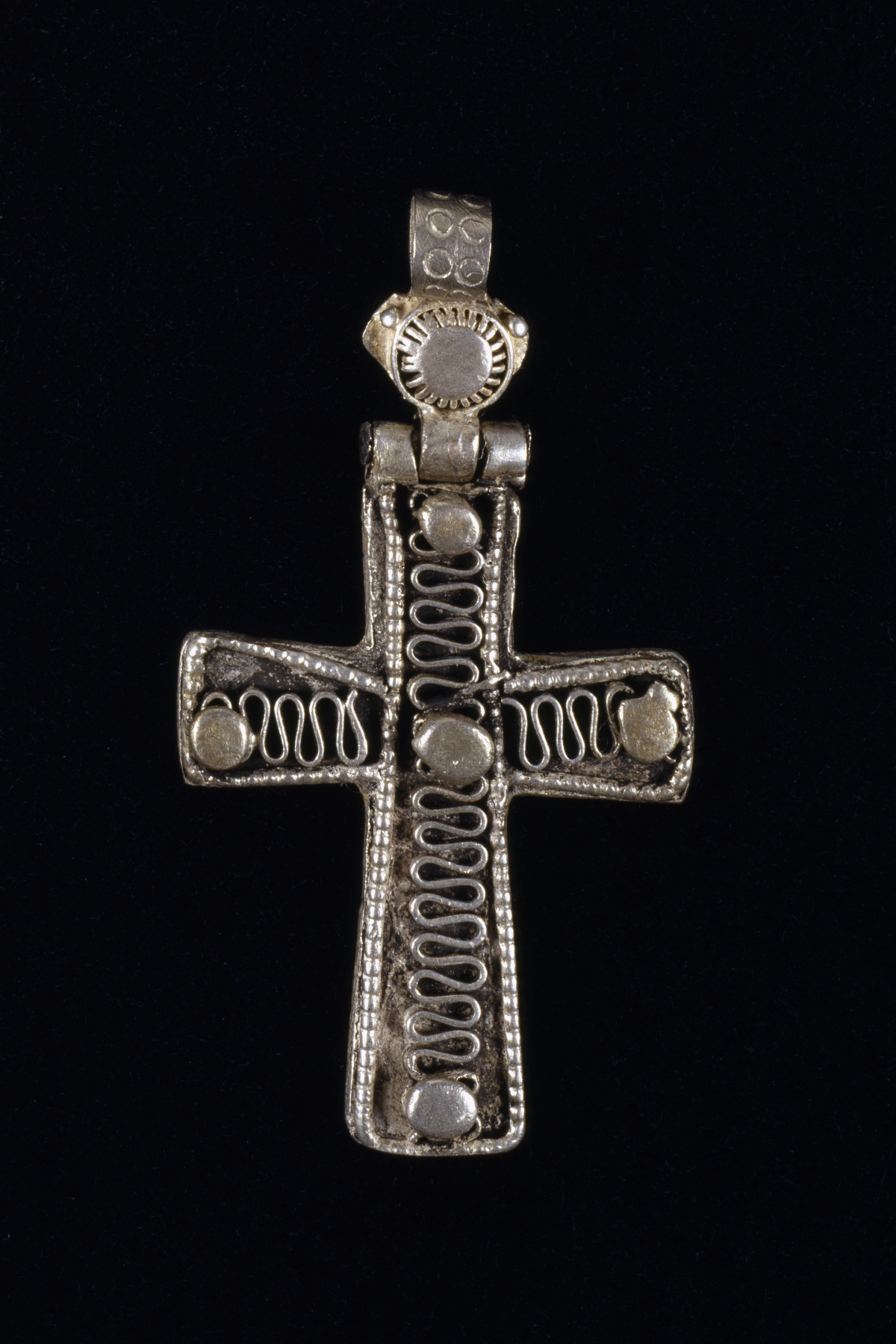
エチオピアの十字架のペンダント

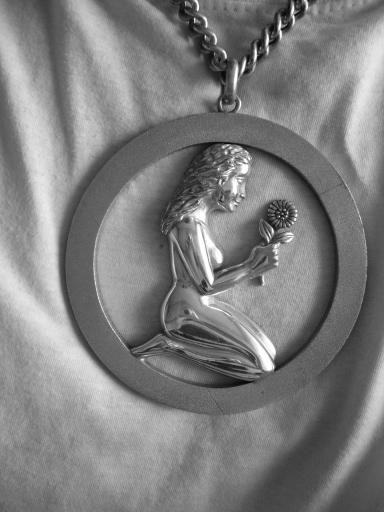

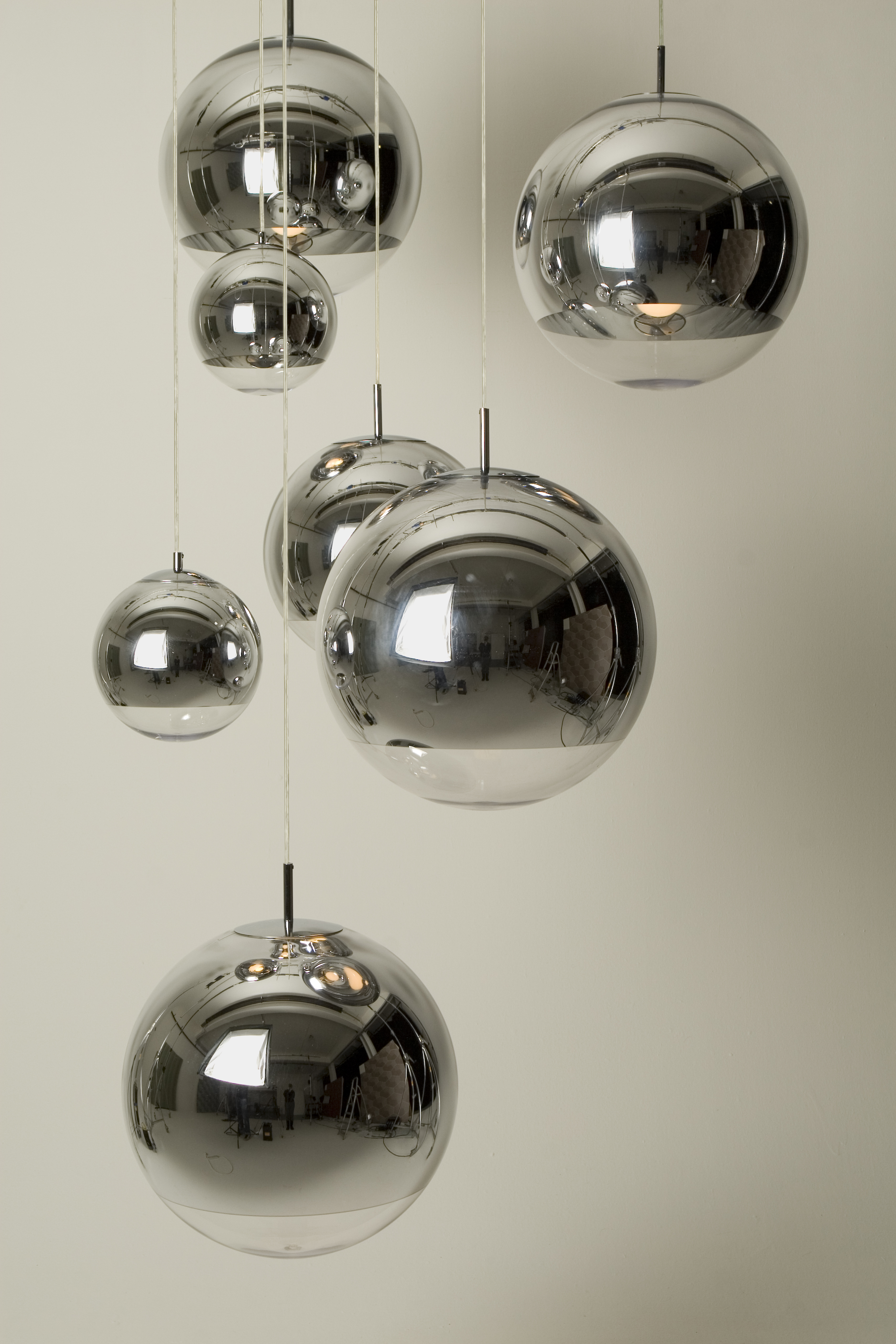
ランプのペンダント

ペンダント（pendant）とは、ぶら下げたり、吊り下げて用いる装身具その他の道具類の呼称。
語源を辿るとラテン語の「pendere　ペンデレ（ぶらさげる、つりさげる）」があり、これが13世紀の古フランス語では 「pendre パンドル」となり、その現在分詞である「pendant パンダン」の名詞的な用法（「ぶらさげるもの」といった表現）が英語に移入されて「pendaunt」となり、現代英語の「pendant」となった。現代フランス語の「pendant」は英語の「during」に相当し、カタカナ英語の「ペンダント」の意味では「(un) pendentif」という。

## 装飾品としてのペンダント
装飾品としてのペンダントは大き目のペンダントトップビーズ（ペンダントトップ）が胸元の位置に配されるよう紐で結んだもののことをいう。首飾り（くびかざり）の一種。
小さめのビーズが多数連なるよう繋げて作った装飾品はネックレスといい区別される。ただし、ペンダントトップとネックレスを組み合わせたものもありペンダント・ネックレスという。
古代エジプトでは先王朝時代（紀元前5500年頃）には自然石に穴を開けて紐でつないだ装飾品があったことが数多くの埋葬例からわかっている。当初は自然石をそのまま穿孔して使用していたが、次第に石を研磨して成形するようになった。

## 装飾品以外のペンダント
インテリアでは、吊り下げたランプ（あるいは照明器具全般）などを意味する。

また、ぶらさげて用いる細長い旗のことをペンダントと呼ぶこともある。